# Xunqiao (köpinghuvudort i Kina, Zhejiang Sheng, lat 28,80, long 121,17)
Xunqiao (kinesiska: 汛桥, 汛桥镇) är en köpinghuvudort i Kina. Den ligger i provinsen Zhejiang, i den östra delen av landet, omkring 190 kilometer sydost om provinshuvudstaden Hangzhou. Antalet invånare är 17 495. Befolkningen består av 8 206 kvinnor och 9 289 män. Barn under 15 år utgör 15,0 %, vuxna 15-64 år 72 %, och äldre över 65 år 11,0 %.
Runt Xunqiao är det mycket tätbefolkat, med 1 056 invånare per kvadratkilometer. Närmaste större samhälle är Linhai, 7,1 km nordväst om Xunqiao. I omgivningarna runt Xunqiao växer i huvudsak blandskog.
Genomsnittlig årsnederbörd är 2 144 millimeter. Den regnigaste månaden är augusti, med i genomsnitt 395 mm nederbörd, och den torraste är januari, med 73 mm nederbörd.